# فيليبي (لاعب كرة قدم مواليد 1992)
فيليبي هو لاعب كرة قدم برازيلي في مركز الهجوم، ولد في 3 أبريل 1992 في تيريسينا في البرازيل. لعب مع ريد بل براغانتينو.